# Nazismo negli Stati Uniti d'America
La diffusione del nazismo/fascismo negli Stati Uniti d'America iniziò in parallelo all'ascesa al potere di Adolf Hitler e del Partito Nazionalsocialista Tedesco dei Lavoratori in Germania intorno agli anni '20 del XX secolo e in scala ridotta nel XXI secolo.

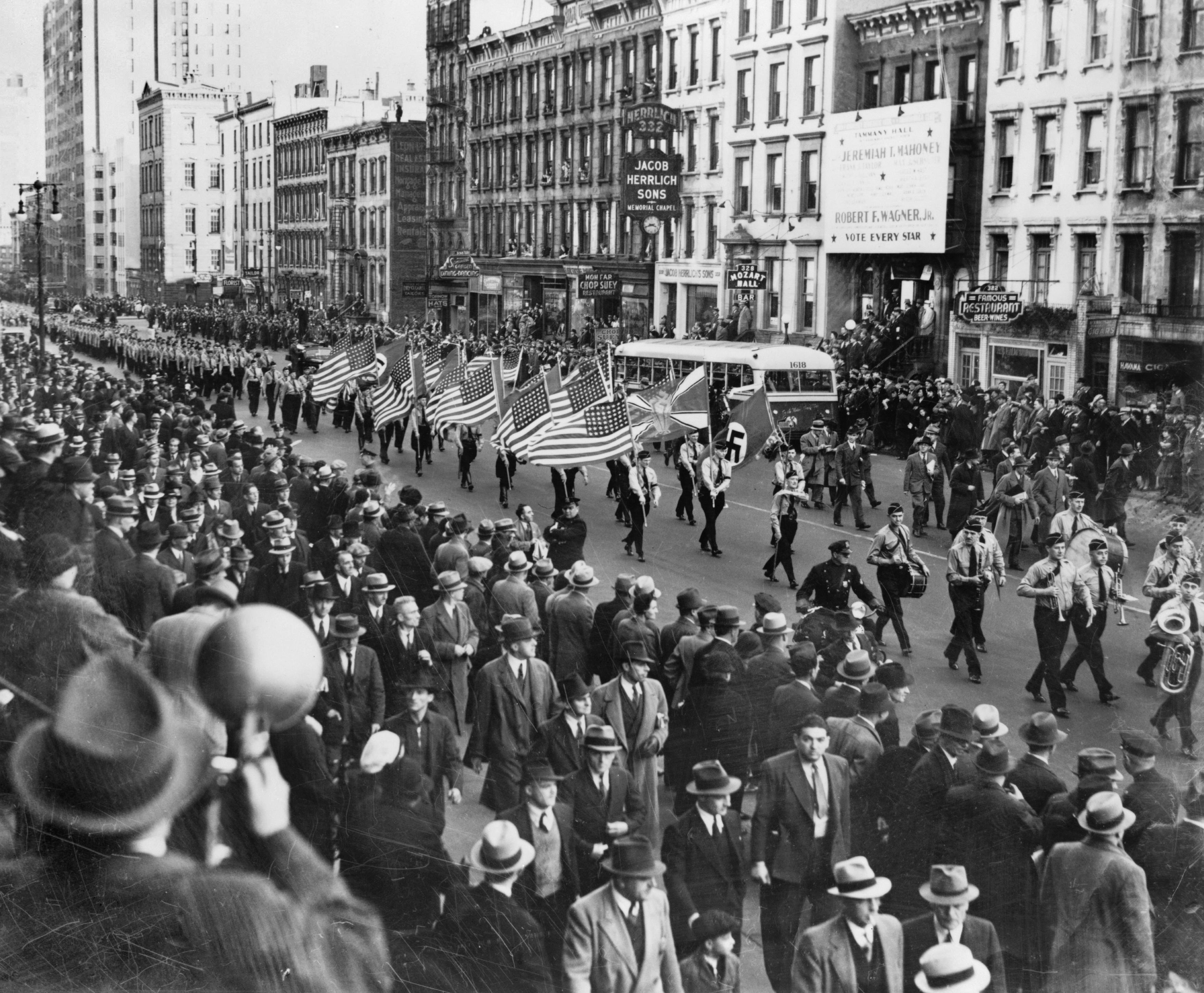
Una sfilata del Bund Americano Tedesco a New York sulla East 86th St il 30 ottobre 1939.

## Storia

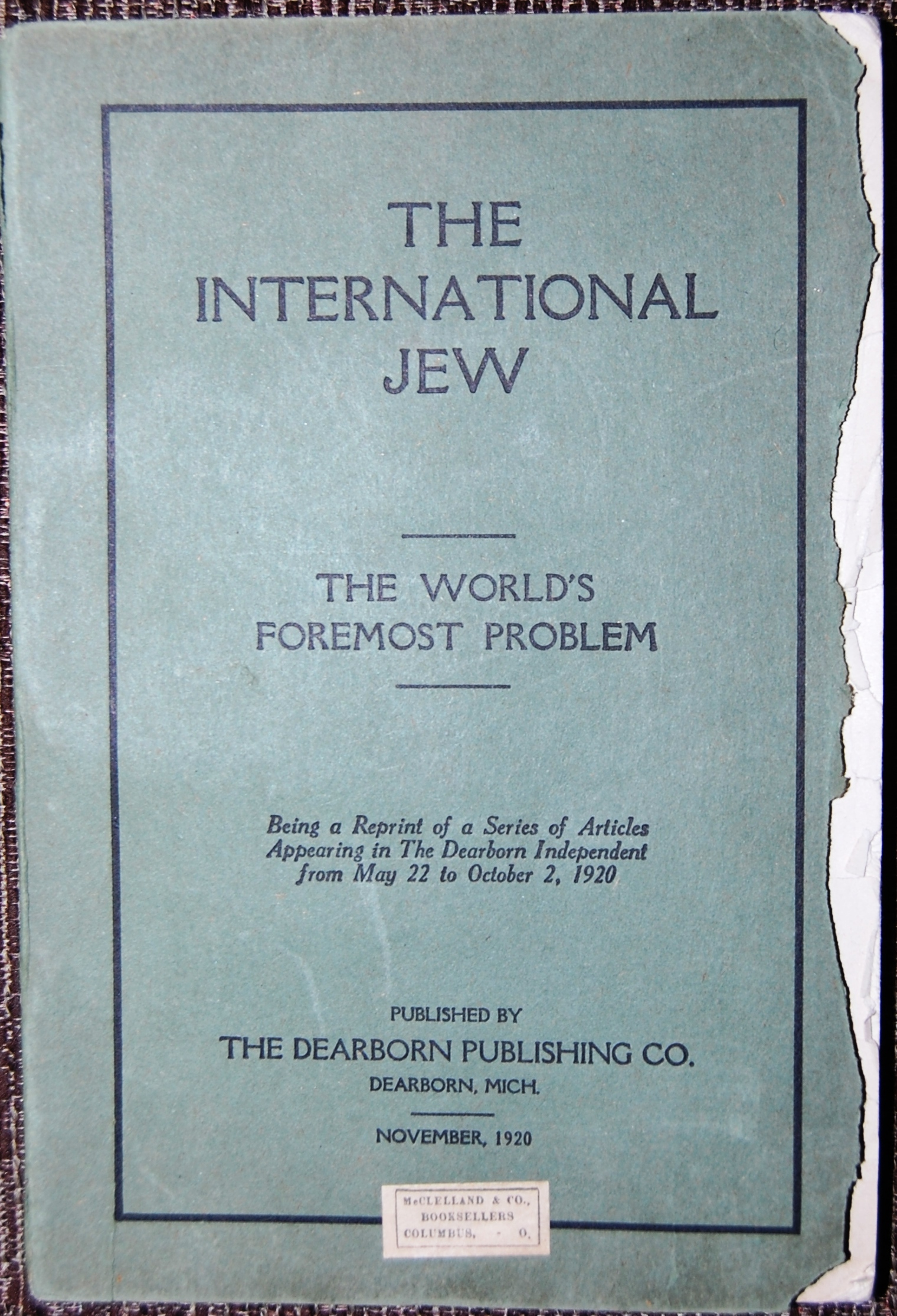
The International Jew di Henry Ford del 1920.

Già durante la seconda metà del XX secolo in alcune parti degli Stati Uniti, a diverse persone di colore fu proibito di svolgere lavori governativi e i bianchi attraverso la maggiore influenza hanno usato il loro potere economico e politico per separare gli spazi pubblici e stabilire il dominio sociale sulle persone di colore nel Sud degli Stati Uniti. La legislazione approvata negli Stati Uniti tra il 1921 e il 1924 fu ampiamente interpretata, almeno in parte antisemita, poiché limitava fortemente le quote di immigrazione delle nazioni dell'Europa orientale con grandi popolazioni ebraiche; circa tre milioni di ebrei emigrarono negli Stati Uniti entro il 1920.
Alla fine del 1922, il New York Times riportava voci secondo cui Henry Ford stava finanziando i movimenti antisemiti e nazionalisti di Hitler a Monaco. Nel 1938, la Ford fu premiata da Hitler con la medaglia dell'Ordine dell'Aquila tedesca. Durante questo decennio, i membri del Ku Klux Klan raggiunsero quattro milioni e vennero approvate politiche discriminatorie in materia di immigrazione, come l'Immigration Act del 1924.

## Stati Uniti

### Periodo tra le due guerre
Adolf Hitler divenne cancelliere della Germania il 30 gennaio 1933. Questi gruppi avevano poco a che fare con la Germania nazista e mancavano del sostegno della più ampia comunità tedesco-americana. Nel maggio 1933, Heinz Spanknöbel ricevette l'autorizzazione da Rudolf Hess, il vice führer della Germania, di formare un ramo americano ufficiale del partito nazista. Il ramo era conosciuto come gli Amici della Nuova Germania negli Stati Uniti. Il partito nazista si riferiva ad esso come il Partito nazionalsocialista tedesco dei lavoratori degli Stati Uniti. Sebbene il partito avesse una forte presenza a Chicago, rimase con sede a New York City, avendo ricevuto il sostegno del console tedesco nella città. L'organizzazione di Spanknöbel era apertamente filo-nazista. I membri hanno preso d'assalto il quotidiano in lingua tedesca New Yorker Staats-Zeitung e hanno chiesto che il giornale pubblicasse articoli solidali con i nazisti. La leadership di Spanknöbel fu di breve durata, poiché fu deportato nell'ottobre 1933 in seguito alle rivelazioni che non si era registrato come agente straniero. Alcune corporazioni americane intrattennero relazioni commerciali che continuarono anche dopo le dichiarazioni di guerra.

### L'arrivo della seconda guerra mondiale
Gli Amici della Nuova Germania si sciolsero negli anni '30. Il German-American Bund, guidato da Fritz Kuhn, si formò nel 1935 e durò fino a quando l'America entrò formalmente nella seconda guerra mondiale nel 1941. Il Bund esisteva con l'obiettivo di un'America unita sotto il dominio etnico tedesco e seguendo l'ideologia nazista. Ha proclamato il comunismo come il loro principale nemico ed ha espresso atteggiamenti antisemiti. Ispirato dalla Gioventù Hitleriana, il Bund creò una propria divisione giovanile, dove i membri "prendevano lezioni di tedesco, ricevevano istruzioni su come salutare la svastica e imparavano a cantare l'Horst-Wessel-Lied e altre canzoni naziste". Il Bund ha continuato a giustificare e glorificare Hitler ei suoi movimenti in Europa durante lo scoppio della seconda guerra mondiale. Dopo che la Germania invase la Polonia nel 1939, i leader del Bund rilasciarono una dichiarazione chiedendo che l'America rimanesse neutrale nel conflitto che ne seguì e espresse simpatia per lo sforzo bellico della Germania. Il Bund riteneva che questo sostegno allo sforzo bellico tedesco non fosse sleale nei confronti degli Stati Uniti, poiché i tedeschi-americani avrebbero "continuato a combattere per un'America Gentile libera da tutti gli elementi marxisti ebrei atei".
Dopo molte controversie interne e di leadership, il comitato esecutivo del Bund ha accettato di sciogliere il partito il giorno dopo il bombardamento di Pearl Harbor. L'11 dicembre 1941, gli Stati Uniti dichiararono formalmente guerra alla Germania e il quartier generale del Bund fu saccheggiato da agenti del Dipartimento del tesoro. Gli agenti hanno sequestrato tutti i documenti e arrestato 76 leader del Bund.

### Dopo la seconda guerra mondiale
L'Office of Special Investigations ha stimato che circa diecimila criminali di guerra nazisti sono entrati negli Stati Uniti dall'Europa orientale dopo la conclusione della seconda guerra mondiale. Da allora è stato determinato che il numero è molto più piccolo, anche se si tratta ancora di migliaia. Alcuni furono coinvolti nell'operazione Paperclip, un progetto per portare scienziati e ingegneri tedeschi negli Stati Uniti. La maggior parte dei collaboratori nazisti entrò negli Stati Uniti attraverso i Displaced Persons Acts del 1948 e 1950 e il Refugee Relief Act del 1953. I sostenitori degli atti hanno mostrato solo una vaga consapevolezza della possibilità che i criminali di guerra nazisti entrassero negli Stati Uniti attraverso di loro. La maggior parte delle preoccupazioni dei sostenitori riguardava il divieto di ingresso di noti comunisti. Questo spostamento dell'attenzione era probabilmente dovuto alle pressioni della guerra fredda negli anni successivi alla seconda guerra mondiale, quando gli Stati Uniti si concentrarono sulla lotta al comunismo sovietico più che al nazismo.
Durante gli anni '50, il Servizio per l'immigrazione e la naturalizzazione (INS) condusse diverse indagini su sospetti criminali di guerra nazisti, ma da queste indagini non derivò alcun processo ufficiale. L'Olocausto e la possibilità che collaboratori nazisti vivessero nel paese entrarono nel dibattito nazionale negli anni '60 con il processo ad Adolf Eichmann, le accuse di criminali di guerra durante i processi per crimini di guerra sovietici e una serie di articoli pubblicati da Charles R. Allen che dettagliavano la presenza dei criminali di guerra nazisti che vivevano negli Stati Uniti. Il governo federale iniziò a concentrarsi sulla scoperta dei criminali di guerra nazisti rimasti nel paese. La consapevolezza pubblica dell'Olocausto e dei restanti criminali di guerra nazisti aumentò negli anni '70. Molti casi hanno fatto notizia. Il caso di Hermine Braunsteiner, che è stata la prima criminale di guerra nazista ad essere estradata dagli Stati Uniti, ha ricevuto un'ampia copertura mediatica. Il caso ha attivato il Servizio di immigrazione e naturalizzazione per individuare ulteriormente i collaboratori nazisti. Alla fine degli anni '70, l'INS ha affrontato migliaia di casi e il governo degli Stati Uniti ha formato l'Office of Special Investigations, che si occupava di localizzare i criminali di guerra nazisti negli Stati Uniti.
Il neonazismo è emerso come ideologia durante questo periodo, cercando di far rivivere e attuare l'ideologia nazista. I neonazisti cercano di impiegare la loro ideologia per promuovere l'odio e la supremazia bianca, attaccare le minoranze razziali ed etniche e creare uno Stato fascista. Il neonazismo è un fenomeno globale, con rappresentanze organizzate in molti paesi e reti internazionali. Prende in prestito elementi dalla dottrina nazista, tra cui l'ultranazionalismo, il razzismo, la xenofobia, l'abilismo, l'omofobia, l'antiziganismo, l'antisemitismo, l'anticomunismo e la creazione di un Quarto Reich. La negazione dell'Olocausto è comune nei circoli neonazisti.
Negli Stati Uniti, durante la seconda metà del XX secolo, si sono formate organizzazioni come l'American Nazi Party, la National Alliance e la White Aryan Resistance. La National Alliance fondata negli anni '70 da William Luther Pierce, autore di The Turner Diaries, era il gruppo neonazista più grande e attivo negli Stati Uniti negli anni '90.

### 21º secolo
Secondo il Southern Poverty Law Center, l'Alleanza Nazionale aveva perso la maggior parte dei suoi membri entro il 2020, ma è ancora visibile negli Stati Uniti. Altri gruppi, come la Divisione Atomwaffen, hanno preso il suo posto. I gruppi neonazisti americani si sono spostati verso organizzazioni più decentralizzate e social network online con un focus terroristico.
Nel 2016, la personalità televisiva Tila Tequila si è dichiarata nazista.
Nel 2017, il raduno nazionalista bianco Unite the Right rally si è svolto a Charlottesville, in Virginia. È stato organizzato da Richard B. Spencer e Jason Kessler. Entrambi sono seguaci del neo-nazismo.
Nel 2022, il rapper Kanye West ha dichiarato "Mi piace Hitler. Amo gli ebrei. Ma amo anche i nazisti".

## Sud America

### Periodo tra le due guerre
Il MNSCH ha operato come molti altri movimenti fascisti, con enfasi sul totalitarismo, i valori militari, l'elitismo, la gerarchia, la disciplina e la necessità di agire. Il MNSCH riteneva anche che l'individuo dovesse servire la nazione come parte di un organismo superiore necessario per l'autoconservazione, e il partito sosteneva la necessità di un ordine totalitario e unificato simile al nazismo europeo. Deploravano le elezioni e si dichiaravano antidemocratici, antiliberali, antimarxisti, anticonservatori, antioligarchici e antimperialisti.

### Seconda guerra mondiale
Alcuni Paesi sudamericani erano contrari alle potenze dell'Asse e al nazismo in Europa, soprattutto dopo il bombardamento di Pearl Harbor nel 1941. Altri sostenevano che sarebbe stato vantaggioso continuare le relazioni economiche con i paesi di entrambe le parti della guerra. Le influenze tedesche, italiane e spagnole erano forti in Argentina a causa dell'elevato numero di immigrati. I sentimenti fascisti permearono la sfera politica e militare, soprattutto dopo la Rivoluzione del '43, una tendenza che continuò durante l'amministrazione populista di Perón e alla fine portò a oltre 40 anni di dittatura militare. C'era opposizione alla comunità tedesca in Cile a causa del massacro di Seguro Obrero del 1938. Gli Stati Uniti hanno emesso trasmissioni radiofoniche e film durante la guerra per generare e diffondere propaganda antifascista in tutta l'America Latina.

### Dopo la seconda guerra mondiale
Dopo la fine della seconda guerra mondiale, molti nazisti e altri fascisti fuggirono in Sud America attraverso l'uso di reti di esfiltrazione naziste. Molte di queste linee di ratto sono state sostenute dalla Chiesa cattolica. I primi movimenti per contrabbandare nazisti e fascisti avvennero nel 1946, quando due vescovi argentini si accordarono con un cardinale francese per portare in Argentina criminali di guerra francesi. Sotto le istruzioni del presidente argentino Juan Perón, molti criminali di guerra europei furono portati nel paese e ricevettero cittadinanza e impiego.